# جيمس بوروز
جيمس بوروز (بالإنجليزية: James Burroughs)‏ هو لاعب كرة قدم أمريكية أمريكي، ولد في 21 يناير 1958 في باهوكي في الولايات المتحدة.